# Burg Stagnov
Die Reste der Burg Stagnov, auch Hrádek befinden sich am Südostabfall des Drahaner Berglandes im Okres Vyškov, Tschechien.

## Geographie
Die Reste der Burg liegen anderthalb Kilometer westlich des Dorfes Rychtářov auf einer Landzunge linksseitig über dem Tal des Baches Rakovec unmittelbar vor dessen Einmündung in die Malá Haná. Gegen Norden befindet sich der Truppenübungsplatz Březina, im Südosten die Talsperre Opatovice und westlich die Reste der Burg Kuchlov.

## Geschichte
Nach archäologischen Funden kann die Entstehung der Burg auf das Ende des 13. Jahrhunderts datiert werden. Es wird angenommen, dass sich ihr Name von den Burggrafen Milotas von Dědice, Albert und Dietrich Stange herleitet. Die erste schriftliche Erwähnung der Burg erfolgte im Jahre 1381 unter dem Namen Neue Burg (nový hrad) als Peter Holický von Sternberg das Erbe seines Onkels Albrecht antrat. Die Burg gehörte zur Herrschaft Dědice, der sechs Kilometer südöstlich befindliche Herrschaftssitz wurde als Alte Burg (starý hrad) bezeichnet. 1397 verstarb Peter Holický von Sternberg ohne Nachkommen. Sein mährischer Besitz fiel Peter von Krawarn zu. Unterhalb der Burg befand sich das Städtchen Hrádek.
Die Burg erlosch entweder während der Hussitenkriege oder während des mährischen Bruderkrieges. 1525 galt sie als wüst. Im Jahre 1535 wurde auch das Städtchen Hrádek als wüst bezeichnet.
Die zweiteilige Anlage bestand aus der von Mantelmauern umgebenen Hauptburg sowie dem Städtchen Hrádek als Vorburg. Sichtbar erhalten blieben nur Reste der Gräben. Im Jahre 1924 wurden Teile der Grundmauern freilegt.